# Guadalupe Villahermosa
Guadalupe Villahermosa är en ort i Mexiko.   Den ligger i kommunen Santos Reyes Yucuná och delstaten Oaxaca, i den sydöstra delen av landet, 220 km sydost om huvudstaden Mexico City. Guadalupe Villahermosa ligger 1 723 meter över havet och antalet invånare är 248.
Terrängen runt Guadalupe Villahermosa är kuperad. Runt Guadalupe Villahermosa är det glesbefolkat, med 18 invånare per kvadratkilometer. Närmaste större samhälle är San Sebastián del Monte, 9,0 km söder om Guadalupe Villahermosa. I omgivningarna runt Guadalupe Villahermosa växer huvudsakligen savannskog.